# Bobby Jones (basket-ball, 1951)
Pour les articles homonymes, voir Bobby Jones.
Robert Clyde « Bobby » Jones, né le 18 décembre 1951 à Charlotte en Caroline du Nord, est un joueur de basket-ball. Grand défenseur, cet ailier est connu pour sa défense, faisant partie de huit meilleures équipes défensives de la National Basketball Association (NBA) et de onze équipes défensives au total dans sa carrière. Également détenteur du premier titre de meilleur sixième homme de NBA, il remporte le titre NBA de l'année 1983 et termine deuxième des Jeux olympiques de Munich en 1972 avec la sélection américaine.

## Biographie
Durant sa carrière universitaire, il évolue avec les Tar Heels de la Caroline du Nord. En 1972, il fait partie de la sélection américaine qui dispute les Jeux olympiques de Munich en 1972. Celle-ci, invaincue lors des huit premières rencontres, s'incline finalement en finale face à l'URSS avec une fin de match controversée. Au total, Bobby Jones dispute sept rencontres, pour 39 points, soit 4,8 points de moyenne.

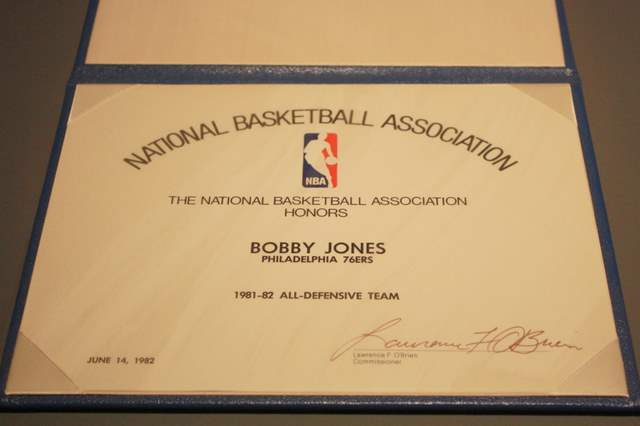
Certificat honorant Bobby Jones pour sa présence dans la NBA All-Defensive Team en 1981–82.

Jones commence sa carrière avec les Nuggets de Denver en American Basketball Association (ABA) lors de la saison 1974-1975. Choisi en 1973 par les Cougars de la Caroline, il décide de terminer ces études pendant encore une année. En 1974, Larry Brown, ancien entraîneur des Cougars, devenus Spirits of St. Louis et nouvel entraîneur des Nuggets parvient à réaliser un échange avec son ancienne franchise et fait une meilleure offre que les Rockets de Houston, qui vient de le sélectionner lors de la Draft 1974 de la NBA. Durant les deux premières saisons de sa carrière, il évolue ainsi en ABA avant que la franchise intègre la NBA lors de la fusion des deux ligues. Au terme de sa première saison, il figure dans le premier cinq des rookie et dans le premier cinq défensif. Lors de la saison suivante, il figure dans le deuxième cinq de la ligue et dans le premier cinq défensif.
Il joue avec Denver jusqu'en 1978. Il est ensuite transféré aux Sixers de Philadelphie, où il reste jusqu'en 1986. Quatre fois All-Star NBA, il est champion NBA en 1983, année où il est élu meilleur sixième homme remportant la première remise de ce trophée. Il est désigné à huit reprises dans les meilleures équipes défensives de la National Basketball Association (NBA), obtenant également une place dans le deuxième cinq défensif. Au total, avec les deux élections en ABA, il cumule onze participations à des équipes défensives dans sa carrière.
Le 28 janvier 2020, après le décès de Kobe Bryant, Joel Embiid obtient de Bobby Jones la permission bienveillante de jouer sous le numéro 24 afin d'honorer la défunte star des Lakers. Joel Embiid marquera ce soir là 24 points, heureuse coïncidence avec le numéro porté ce soir là par le pivot star des 76ers.

## Palmarès
- Champion NBA avec les 76ers de Philadelphie en 1983
- 4 sélections au All-Star Game
- Élu meilleur 6e homme de la NBA en 1983
- Élu 8 fois dans la NBA All-Defensive Team